# Mount Heekin
Mount Heekin ist ein großer Berg in der antarktischen Ross Dependency. Im Königin-Maud-Gebirge überragt er die Nordseite der Mündung des Baldwin-Gletschers in den Shackleton-Gletscher.
Teilnehmer der von der United States Navy unternommenen Operation Highjump (1946–1947) entdeckten ihn während eines Überfluges am 16. Februar 1947. Das Advisory Committee on Antarctic Names benannte ihn 1962 nach Leutnant Robert Patrick Heekin (1920–1983), der bei diesem Flug zum geographischen Südpol als Navigator fungierte.